# Praça da Sé (San Paolo)
Praça da Sé è uno spazio pubblico situato nel quartiere Sé, nell'omonimo distretto, nel centro della città di San Paolo, in Brasile. È considerato il centro geografico della città.
Al centro di essa si trova il chilometro zero del comune. Da esso vengono conteggiate le distanze di tutte le autostrade in partenza da San Paolo, nonché la numerazione delle strade pubbliche della città.
Considerata quasi un sinonimo del Centro Storico, la piazza è uno degli spazi più conosciuti della città ed è stata teatro di molti eventi importanti nella storia del paese, come il raduno Diretas Já. Il nome è dovuto al fatto che la piazza si è sviluppata di fronte alla Cattedrale di San Paolo.

## Storia

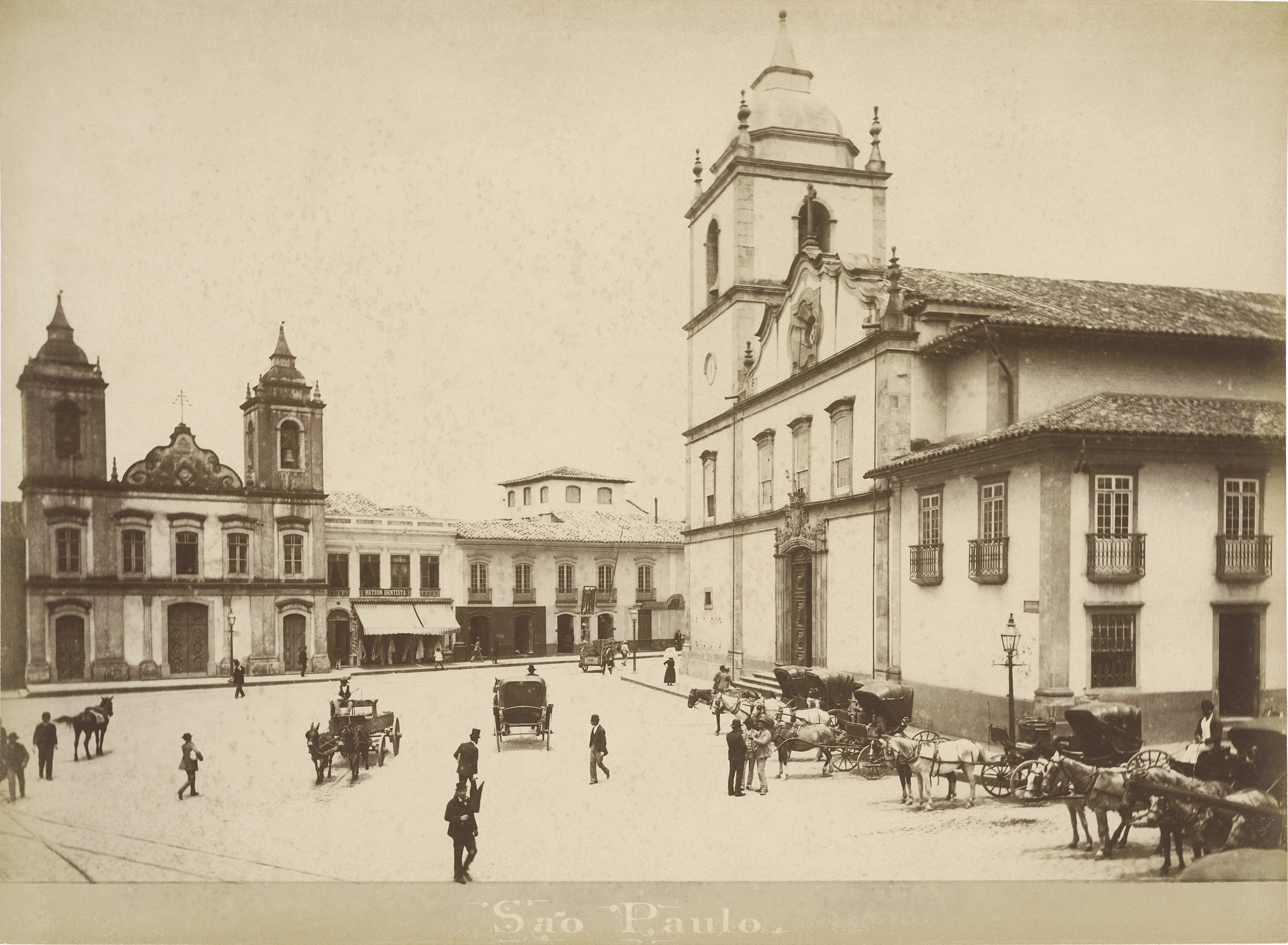
Praça da Sé in una foto del 1880 di Marc Ferrez. La cattedrale è la chiesa a destra.

Originariamente conosciuta come "Largo da Sé", la piazza si sviluppò durante il periodo coloniale intorno alla Chiesa Matrice (sostituita dall'attuale Cattedrale metropolitana di San Paolo nel XX secolo) e ad una serie di edifici intorno ad essa. All'inizio del '900, invece, con la demolizione di alcuni degli edifici originari e con la realizzazione di opere di abbellimento urbano e modifiche della viabilità, la piazza si trasformò e tale rimase fino alla seconda metà del '900.
Il paesaggio attuale è il risultato di un progetto degli anni '70 degli architetti guidati da José Eduardo de Assis Lefèvre. L'apertura di una vicina stazione della metropolitana di San Paolo ha richiesto il livellamento di un intero isolato cittadino, richiedendo un'infrastruttura paesaggistica completamente nuova.
Gli architetti sono stati fortemente influenzati dalle opere paesaggistiche contemporanee in corso sulla costa occidentale degli Stati Uniti (come quelle di Lawrence Halprin), caratterizzate da una geometria rigorosa, attraverso livelli multipli con specchi d'acqua e masse di terra simili a prismi.
La piazza ha subito un significativo restauro nel corso del 2006. Parzialmente riaperta il 25 gennaio 2007 (anniversario della fondazione della città) dall'allora sindaco Gilberto Kassab. La ristrutturazione è stata oggetto di intense critiche da parte delle ONG che lavorano con i senzatetto, le quali hanno affermato che la nuova piazza ha ridotto lo spazio disponibile per i loro assistiti.
La ristrutturazione include il trasferimento delle fioriere, l'aumento dell'integrazione tra le sculture esistenti e l'ambiente circostante e l'introduzione di cavalcavia pedonali sulle piscine riflettenti esistenti.

## Monumenti
La piazza ospita diversi monumenti e sculture, tra cui il famoso Marco Zero al centro della piazza, che indica il "cuore" della città di San Paolo. Di fronte ad esso, si trova il monumento a José de Anchieta, fondatore di San Paolo e "Apostolo del Brasile", inaugurato nel 1954 in occasione del quarto centenario della città. Con la ristrutturazione del 2006, sono state collocate nella piazza nuove opere d'arte, per lo più astratte; tra queste le sculture "Condor" e "Dialogo", tra le altre. Le sculture sono state distribuite nella piazza e interagiscono con lo spazio rinnovato. Solo nel 2009 è stato installato nella piazza un monumento in onore di San Paolo, apostolo di Gesù e santo che dà il nome alla città.

## Trasporti
- Sé